# 吴杰 (少将)
吴杰（1914年8月—1997年8月16日），原名伍书普，又名伍书权，湖北省黄安县吕王镇河湾（今属大悟县）人。中国人民解放军开国大校，中国人民解放军少将。
1930年加入中国共产党，同年参加中国工农红军。
吴杰在土地革命战争时期，历任四川巴山独立营政治教导员，中国工农红军第四方面军第四军三十二团政治处主任，第十二师政治部主任，红四方面军总参谋部科长。1935年任红四方面军司令部第四局局长兼政治委员。参加了长征。1936年，在红军大学学习。
抗日战争时期，吴杰担任八路军第一二九师司令部科长，河北民军冀西游击区副司令员。1940年任第一二九师政治部科长，后任太岳军区政治部保卫部部长，第三军分区独立旅政治委员。
解放战争时期，任太岳军区独立旅政治委员。1947年，吴杰历任邢台市公安局局长，中共河南省周口市委书记兼市长。1948年，任开封市公安局长。
1949年，任湖北军区荆州军分区政治部主任。参加了上党等战役。
中华人民共和国成立后，吴杰历任武昌市公安局局长，武汉市人民法院院长，公安部队学院副院长。1978年任后勤学院院务部副部长、院务部政治委员。
1955年被授予大校军衔，荣获二级八一勋章、二级独立自由勋章、一级解放勋章。1963年晋升为少将军衔。1988年荣获一级红星功勋荣誉章。
1997年8月16日，吴杰在北京逝世，享年83岁。